# Karl von Sievers
Le comte Karl Eduard von Sievers (russifié en Карл Ефимович Сиверс, Karl Efimovitch Sivers), né le 12 mars 1710 à Nybygård en Suède et mort le 30 décembre 1774 à Saint-Pétersbourg est un homme d'État allemand de la Baltique et maréchal de la cour de l'impératrice Élisabeth Ire de Russie. Il fut haut maréchal de la cour de Catherine la Grande à partir de 1762.

## Biographie
Karl von Sievers est le fils du capitaine Joachim Johann von Sievers (1674-1753), qui est inscrit dans les registres de la noblesse russe en 1725, et de son épouse, née Elisabeth von Eckermann. Sa famille descend de la noblesse du Holstein qui s'est mise au service de la Suède, puis de la Russie impériale. Son père s'installe en Russie après la Grande Guerre du Nord. Karl von Sievers est Kammerdiener au service de la grande-duchesse Élisabeth, future impératrice, en 1735, puis Kammerjunker en 1742. Il est envoyé à la cour de Dresde, le 26 mai 1745 en tant que Kammerjunker de la cour de Russie auprès d'Auguste de Saxe et devient brigadier, puis il est nommé vicaire impérial (vicarius imperii) du Saint-Empire et élevé au titre de baron. Il est immatriculé, le 15 janvier 1751, à l'assemblée de la noblesse du gouvernement d'Estland, appartenant à l'Empire russe, et l'année suivante à celle de Livonie, en tant que seigneur des terres d'Ostrominsky.
Le baron von Sievers devient chambellan (Kammerherr), le 1er août 1751, puis chambellan actuel à la cour de Russie. Il est envoyé en 1754-1755 auprès de la cour de Vienne. Il est maréchal de la cour et lieutenant-général de l'impératrice Élisabeth, du 21 septembre 1757 à la mort de celle-ci, en janvier 1762. Élisabeth lui fait don de domaines en Livonie et en Estland. Le 15 février 1760, il est élevé au titre de comte de l'Empire et, le 22 septembre 1762, il est nommé haut maréchal de la cour et général-en-chef. Il a donc la responsabilité des finances et de la gestion des comptes de la cour. Il se retire des affaires en 1767.
Il est propriétaire d'une fabrique de papier de 1753 à 1774 à Krasnoïe Selo. Il épouse Benedikte Elisabeth Kruse (née le 19 janvier 1725 dans le Holstein et morte le 19 septembre 1777 à Saint-Pétersbourg). Plusieurs enfants sont issus de cette union, dont le futur général Jacob von Sievers, héros de la bataille d'Eylau, et Elisabeth qui épouse son cousin Jacob Johann von Sievers.
Le comte von Sievers s'occupe de la carrière de ses neveux Jacob, Peter et Karl Eberhard von Sievers. Il meurt à Saint-Pétersbourg. Son éloge funèbre est prononcé par le théologien luthérien Martin Luther Wolff, alors deuxième pasteur de la paroisse luthérienne allemande de la capitale impériale, dont Karl von Sievers fut le jus patronatus de 1746 à 1762.

## Décorations
- Ordre de Saint-Alexandre-Nevski, le 5 septembre 1751
- Ordre de Sainte-Anne, le 3 février 1762